# Cyanotis arcotensis
Cyanotis arcotensis är en himmelsblomsväxtart som beskrevs av Rolla Seshagiri Rao. Cyanotis arcotensis ingår i släktet Cyanotis och familjen himmelsblomsväxter. IUCN kategoriserar arten globalt som livskraftig. Inga underarter finns listade.